# Nikolai Starikov
Nikolai Viktorovich Starikov (in russo ?, Никола́й Ви́кторович Ста́риков) (Leningrado, 23 agosto 1970) è uno scrittore e politico russo.
È leader del partito conservatore Grande Patria (in russo: Партия Великое Отечество?) nato nell'aprile 2013, e dell'Unione dei cittadini russi (in russo: Профсоюз Граждан России?). Nel libro pubblicato nel 2012, Stalin. Ricordiamolo insieme (Сталин. Вспоминаем вместе) e in diverse interviste, ha promosso una rivalutazione della figura politica di Iosif Stalin, esaltandone le doti di capo di Stato, il ruolo chiave svolto nella promozione dello sviluppo industriale della Russia, e la funzione di baluardo assunta contro l'espansione occidentale.

## Biografia
Nikolai Starikov è nato a Leningrado il 23 agosto 1970. Seguendo le orme del padre economista, nel 1992 si laurea in economia presso l'Università di San Pietroburgo. Dal 1994 al 1998 lavora per la casa editrice «Chance» (lett. «Шанс») e dal 1998 al 2003 è direttore commerciale presso la radio «Europa plus» (lett. «Европа плюс»). Nel 2002 si presenta come candidato indipendente alle elezioni per la Duma regionale di San Pietroburgo, ottenendo 230 voti (0,95% cento dei voti validi espressi). Nel 2003, sempre con lo stesso ruolo, lavora presso la rete televisiva «Первого канала» (lett. «Первого канала») a San Pietroburgo.
Dal 2006 si dedica alla scrittura, e pubblica il suo primo libro, Chi ha ucciso l'impero Russo? Il grande mistero del XX secolo (Кто убил Российскую империю? Главная тайна ХХ века). Nello stesso anno crea un proprio blog. Nel 2011 fonda un'organizzazione, l'Unione dei cittadini russi (Профсоюз Граждан России), con lo scopo di promuovere lo scambio di opinioni tra cittadini russi su diversi temi, politico-economico-letterari. L'organizzazione non ha fini di lucro, né una propria sede, e si fonda sul modello dell'autogestione.
Nel 2013, volendo creare un movimento che potesse avere un'influenza politica, decide di fondare un suo partito, evitando così di coinvolgere e cambiare l'ideologia dell'Unione dei cittadini russi. Il partito, di cui è attualmente il leader, si chiamerà «Партии Великое Отечество» (lett. «Partito Grande Patria»). Dal 2006 al 2017 Starikov pubblica 17 libri su temi politici, sociali e storici, alcuni dei quali tradotti in inglese e tedesco. Appare come esperto in economia in vari documentari, tra i più noti "Parvus of the Revolution" e "Storm of the Winter Palace. Refutation." Starikov è sposato e ha due figlie. È di religione ortodossa ed è un convinto assertore della famiglia tradizionale e avversario dei matrimoni gay.

## Idee e attività politica
Nikolai Starikov si pone come difensore del conservatorismo russo, soprattutto in chiave economica, opponendosi duramente al liberalismo. Convinto liberista fino agli inizi degli anni Novanta, ne diviene in seguito un avversario, e definisce il suo atteggiamento politico "patriottico-conservatore". Fa derivare il suo patriottismo dagli insegnamenti e dalla figura del nonno paterno (da cui il nome Nikolai), ex colonnello dell'NKVD, che ricevette numerose medaglie di riconoscimento per la patria, incluso l'Ordine di Lenin.

Queste idee saranno espresse nel suo primo libro, pubblicato nel 2006, Кто убил Российскую империю? Главная тайна ХХ века (trad. Chi ha ucciso l'Impero Russo? Il grande mistero del XX secolo), e nelle successive opere, nelle quali tema ricorrente sarà la critica al liberalismo, agli Stati Uniti e al mondo occidentale, definito "buonista". In particolare, nel libro «Кто добил Россию? Мифы и правда о Гражданской войне» (lett.«Chi ha distrutto la Russia? Miti e verità sulla Guerra civile»), Starikov individua nel Regno Unito il più grande avversario politico nella storia della Russia:
 Nelle sue analisi economiche e geopolitiche degli eventi che coinvolgono la Russia e le altre potenze, Starikov sostiene la convinzione che il suo paese è "vittima di complotti" e colpevolizzato ingiustamente. Alle critiche rivoltegli a causa di questa lettura ha risposto:
All'accusa rivoltagli dagli storici di non essere uno storico e di dare una interpretazione soggettiva degli eventi, specie sostenendo che la Russia nel corso della sua storia è stata vittima di complottismo, Starikov ha risposto affermando che ogni suo libro è frutto di una meticolosa ricerca storica.
Starikov appoggia politicamente Vladimir Putin. Ha confermato il suo sostegno al leader russo anche dopo le discusse elezioni del 2012 e le grandi proteste avvenute a Mosca. Tuttavia, come è evidente nei suoi libri, lo scrittore è molto critico su alcune scelte economiche assunte dallo Stato. In particolare si è opposto alla nazionalizzazione della Banca di Russia, all'ingresso della Russia nell'Organizzazione Mondiale del Commercio, e al progetto del governo di creare zone offshore in Russia, sostenendo che tale politica non è la soluzione adatta per migliorare la situazione dei cittadini russi e che aumenterebbero la corruzione.
Da sempre appoggia la creazione della Comunità degli Stati Indipendenti, ovvero la comunità formata da 9 stati dell'ex Unione Sovietica. Si è espresso duramente contro ogni forma di separatismo; in particolare è intervenuto contro la separazione dell'Ucraina, sostenendo che l'Europa l'ha usata come una pedina per impedirne l'integrazione con la Russia.
Nel 2012, in seguito all'arresto e alla condanna a 25 anni di prigione per "atti di terrorismo" inflitta negli Stati Uniti al criminale e trafficante di armi russo Viktor Bout con un processo regolare tenutosi a Manhattan, Starikov ha avviato con il suo partito una campagna a sostegno del diritto dei cittadini russi di essere giudicati da proprie leggi e da propri tribunali.
Durante le proteste contro l'Euromaidan in Ucraina nel 2013 che hanno portato alla creazione di movimenti Anti-Maidan, Starikov ha contribuito a fondare un movimento Anti-Maidan a Mosca, diventandone uno dei leader. Nel febbraio 2015, a un anno dell'avvenuta indipendenza dell'Ucraina, ha organizzato una marcia di protesta a cui hanno partecipato oltre 35.000 persone a Mosca, contro l'Euromaidan, la NATO e gli Stati Uniti, difendendo le città di Doneck e Luhansk e la Crimea (in particolar modo la sua annessione alla Russia nel 2014).
In risposta, Kiev ha messo al bando 38 libri pubblicati a Mosca, definiti dalle autorità "strumenti di "disinformazione" volti a diffondere "misantropia, fascismo, xenofobia e separatismo", fra cui alcuni libri di Starikov e di altri autori partecipanti al movimento Anti-Maidan.

## Critica e recensioni
Spesso accusato da giornalisti, studiosi e avversari politici di utilizzare la teoria del complotto nella storia delle relazioni dei paesi occidentali con la Russia, e di manipolare gli eventi storici trattati nei suoi scritti, Starikov ha sempre rigettato queste accuse, affermando che se "lavorasse in accordo con le critiche, scriverebbe libri gialli di spionaggio".
In una recensione del libro di Starikov Кризис. Как это делается? (lett. La crisi. Come si fa?) pubblicata nel 2009, il professore Evgenij Balackij dell'Università Statale di Management di Mosca ha aspramente criticato l'approccio metodologico di Starikov sostenendo che egli trae conclusioni proprie sulla crisi, senza basarsi su analisi e versioni di altri esperti, e ha definito le fonti utilizzate nel libro "marginali". Balackij ha inoltre denunciato la "mistificazione" o non corretta comprensione dei fatti storici relativi a eventi come l'introduzione del sistema Federal Reserve, la Grande Depressione e l'abolizione del sistema Gold Standard. Ha infine criticato la scrittura e il linguaggio del libro, giudicato "populista e per persone semi-letterate".
Lo studioso in scienze storiche Iurij Georgev ha contestato la validità storica di quanto riportato in Кто убил Российскую империю? Главная тайна XX века (lett. Chi ha ucciso l'Impero Russo? Il grande mistero del XX secolo) relativamente alle Conferenze di Parigi e Ginevra del 1904 e 1905 tenute dai partiti rivoluzionari russi, in quanto tali descrizioni sarebbero prive di documentazione.
Lo storico militare Klim Zukov, molto noto in Russia, nell''articolo La storia secondo Starikov (Стариковская история) ha criticato duramente i metodi di ricerca storica usati da Starikov, in particolare le parti riguardanti la guerra russo-giapponese del 1904-1905 e la rivoluzione russa del 1905 contenute nel libro Кто убил Российскую империю? Главная тайна XX века (lett. Chi ha ucciso l'Impero Russo? Il grande mistero del XX secolo), affermando che quello di Starikov non è un testo storico, ma "un prodotto parziale, molto parziale, scritto appositamente per persone ignoranti a riguardo dei temi trattati".
Nel 2016 l'autore russo Stiven Krayz (in russo: Стивен Крайз) ha pubblicato il libro Кризис. Как это делается. Геополитическая „теория“ Старикова (lett. La crisi. Come si fa? La "teoria" geopolitica di Starikov), basato sulla critica del testo omonimo di Starikov, in cui contesta le fonti usate da Starikov, soprattutto quelle americane, evidenziandone la scarsa accuratezza.

## Opere in lingua originale
- 2006. Кто убил Российскую империю? Главная тайна ХХ века («Chi ha ucciso l'impero Russo? Il grande mistero del XX secolo»), Mosca, Yauza Eksmo, ISBN 5-699-15696-8.

1. Ristampa 2015: «1917. Разгадка "русской" революции» («1917. La soluzione della rivoluzione "russa"»), San Pietroburgo, Piter, ISBN 978-5-496-00464-0

- 2006. Мифы и правда о Гражданской войне. Кто добил Россию? («Miti e verità sulla Guerra civile. Chi ha sconfitto la Russia?»),Mosca, Yauza Eksmo, ISBN 5-699-18386-8

1. Ristampa 2012: «Ликвидация России. Кто помог красным победить в Гражданской войне» («La liquidazione della Russia. Chi ha aiutato i rossi a vincere nella Guerra civile»), San Pietroburgo, Piter, 2012, ISBN 978-5-496-02077-0

- 2007. Преданная Россия. Наши „союзники“ от Бориса Годунова до Николая II («La Russia tradita. I nostri "alleati" da Boris Godunov a Nicola II»), Mosca, Yauza Eksmo, ISBN 978-5-699-23769-2

1. Ristampa 2010: «Как предавали Россию» («Come hanno tradito la Russia»), San Pietroburgo, Piter, 2010, ISBN 978-5-496-02012-1

- 2008. Кто заставил Гитлера напасть на Сталина. Роковая ошибка Гитлера» («Chi ha costretto Hitler a attaccare Stalin»), San Pietroburgo, Piter, 2008, ISBN 978-5-496-00332-2

- 2008. Шерше ля нефть. Почему наш Стабилизационный фонд находится там? («La ricerca del petrolio. Perché paghiamo dazio all'America?»), San Pietroburgo, Piter, 2008, ISBN 978-5-496-00582-1
- 2009. Кризи$: Как это делается («Cri$i: come si fa»), San Pietroburgo, Piter, 2009, ISBN 978-5-496-00208-0
- 2010. Кто финансирует развал России? От декабристов до моджахедов» («Chi finanza il collasso della Russia? Dai Dekabristi ai Mojahedin»), San Pietroburgo, Piter, ISBN 978-5-496-01259-1
- 2010. Спасение доллара — война («La salvezza del dollaro - la guerra»), San Pietroburgo, Piter, 2010, ISBN 978-5-496-00564-7
- 2011. Национализация рубля — путь к свободе России («La nazionalizzazione del rublo - la strada verso la libertà della Russia»), San Pietroburgo, Piter, ISBN 978-5-496-00618-7
- 2011. Хаос и революции — оружие доллара» («Il caos e la rivoluzione - le armi del dollaro»), San Pietroburgo, Piter, ISBN 978-5-496-00763-4
- 2012. Сталин. Вспоминаем вместе («Stalin. Ricordiamolo insieme»), San Pietroburgo, Piter, ISBN 978-5-496-00223-3
- 2013. Геополитика: Как это делается («Geopolitica: come si fa»), San Pietroburgo, Piter, ISBN 978-5-496-00757-3
- 2014. Украина. Хаос и революция — оружие доллара («Ucraina. Caos e rivoluzione - le armi del dollaro»), San Pietroburgo, Piter, ISBN 978-5-496-01300-0
- 2014. Россия. Крым. История («Russia. Crimea. Storia»), San Pietroburgo, Piter, ISBN 978-5-496-01363-5
- 2015. Власть («Il potere»), San Pietroburgo, Piter, ISBN 978-5-496-01995-8
- 2016. Лаконизмы. Политика. Власть. Общество» («Laconismi. Politica. Potere. Società»), San Pietroburgo, Piter, ISBN 978-5-496-02406-8
- 2017. Война.Чужими руками («La guerra con le mani di qualcun altro»), San Pietroburgo, Piter, ISBN 978-5-699-98075-8

## Traduzioni in inglese
- Russia. Crimea. History, San Pietroburgo, Piter, 2014, ISBN 978-5-496-01693-3
- Who set Hitler against Stalin?, San Pietroburgo, Piter, 2015, ISBN 978-5-496-01375-8
- Rouble Nationalization – the Way to Russia's Freedom, San Pietroburgo, Piter, 2016, ISBN 978-5-496-01460-1